# Florent Troillet
Florent Troillet  (* 7. Juni 1981 in Lourtier) ist ein Schweizer Skibergsteiger.
Troillet nahm 1995 an seinem ersten Wettkampf im Skibergsteigen teil und ist seit 1996 Mitglied in der Schweizer Nationalmannschaft Skialpinismus. Er nahm unter anderem an der Trofeo Mezzalama (2005 und 2007), der Patrouille des Glaciers und an der Pierra Menta teil. Er ist seit 2003 auch Mitglied im Dynafit-Team. Seine Schwester Marie ist ebenfalls erfolgreiche Skialpinistin und gehört der Nationalmannschaft an.

## Erfolge (Auswahl)
- 2004:
  - 1. Platz Europameisterschaft  (Kadetten- und Juniorenklasse)
  - 2. Platz Weltmeisterschaft Skibergsteigen (Junioren)
  - 10. Platz Weltmeisterschaft Skibergsteigen Team mit Pierre-Marie Taramarcaz Seniorenwertung

- 2005:
  - 6. Platz Weltcup Team (mit Hug)
  - 10. Platz Weltcup, Salt Lake City

- 2006:
  - 3. Platz Weltmeisterschaft Skibergsteigen Staffel
  - 3. Platz Team-Europacup in Albosaggia (mit Rico Elmer)

- 2007:
  - 1. Platz  Dachstein Xtreme
  - 3. Platz Weltcup Einzel
  - 5. Platz Europameisterschaft Skibergsteigen Team mit Alexander Hug
  - 5. Platz Europameisterschaft Skibergsteigen Einzel
  - 7. Platz Europameisterschaft Skibergsteigen Kombinationswertung

- 2008:
  - 2. Platz Weltmeisterschaft Skibergsteigen Einzel
  - 2. Platz beim Weltcup Skibergsteigen, Val d’Aran
  - 2. Platz Weltmeisterschaft Skibergsteigen Staffel (mit Pierre Bruchez, Martin Anthamatten, und Didier Moret)
  - 4. Platz Weltmeisterschaft Skibergsteigen Langdistanz
  - 8. Platz Weltmeisterschaft Vertical Race
  - 9. Platz Weltmeisterschaft Skibergsteigen Kombinationswertung

Trofeo Mezzalama
- 2003: 6. Platz mit Christian Pittex und Didier Moret
- 2005: 2. Platz mit Alexander Hug und Christian Pittex
- 2007: 1. Platz mit Guido Giacomelli und Jean Pellissier

Pierra Menta
- 2006: 3. Platz mit Rico Elmer
- 2008: 1. Platz mit Kílian Jornet Burgadá

Patrouille des Glaciers
- 2004: 4. Platz mit Christian Pittex und Alexander Hug
- 2008: 1. Platz mit Didier Moret und Alexander Hug